# Асикага Ёсихиса
Асикага Ёсихиса (足利义尚? , 11 декабря 1465 — 26 апреля 1489) — 9-й сёгун Японии из династии Асикага в период Муромати. Правил с 1473 по 1489 год.

## Биография
Сын и преемник восьмого сёгуна Асикага Ёсимаса (1436—1490), правившего в 1449—1473 годах.
Ещё в 1464 году сёгун Асикага Ёсимаса, не имевший к тому времени сына-наследника, назначил своим преемником младшего брата Асикага Ёсими (1439—1491). Однако в следующем 1465 году жена сёгуна Хино Томико родила сына Ёсихиса. Асикага Ёсимаса не любил родственников своей жены из-за их постоянного вмешательства в его дела. При сёгунском дворе началась борьба за престолонаследие. На сторону новорожденного Ёсихиса перешёл крупный даймё Ямана Мотитоё, сюго сёгуната Муромати. Но на сторону Асикага Ёсими встал другой даймё Хосокава Кацумото, канрэй (главный советник) сёгуна. В 1466 году Ямана Мотитоё и Хосокава Кацумото собрали большие армии возле Киото.
В 1467 году в Японии началась десятилетняя гражданская война, вошедшая в историю под названием «Война годов Онин» (1467—1477). Восточная армия под предводительством Хосокава Кацумото и западная армия под руководством Ямана Мотитоё вступили в кровопролитные бои за обладание Киото. Сам сёгун Асикага Ёсимаса вначале поддерживал Кацумото.
В 1469 году Асикага Ёсихиса был провозглашён наследником своего отца. В 1473 году сёгун Асикага Ёсимаса официально отказался от титула сёгуна в пользу своего малолетнего сына Ёсихиса.
После завершения Войны годов Онин Роккаку Такаёри, даймё провинции Оми, захватил земли и усадьбы, которые принадлежали дворянам императорского двора, храмам и монастырям. В 1489 году сёгун Асикага Ёсихиса возглавил военную экспедицию против мятежного рода Роккаку, но неожиданно скончался во время похода, не оставив наследника.
В 1489 году после смерти в апреле 23-летнего Ёсихиса его отец и экс-сёгун Асикага Ёсимаса вновь вернулся к власти, но в следующем году скончался. Новым сёгуном в 1490 году был провозглашён Асикага Ёситанэ, племянник и приёмный сын Асикага Ёсимаса.